# 二色刺尻魚
二色刺尻魚，又稱二色棘蝶魚，俗名石美人、雙色神仙、黃鸝神仙，為輻鰭魚綱鱸形目鱸亞目蓋刺魚科的一個種。种名 bicolor 意为“二色的”。

## 分布
本魚分布於印度太平洋區，包括東非、紅海、馬達加斯加、葛摩、留尼旺、模里西斯、塞席爾群島、馬爾地夫、印度、斯里蘭卡、聖誕島、安達曼群島、孟加拉、泰國、緬甸、馬來西亞、日本、台灣、柬埔寨、越南、印尼、菲律賓、鳳凰群島、薩摩亞、澳洲昆士蘭、帛琉、新喀里多尼亞、庫克群島、斐濟、馬紹爾群島、密克羅尼西亞、馬里亞納群島、關島、吉里巴斯、東加、法屬波里尼西亞等海域。

## 深度
水深1~100公尺。

## 特徵
本魚體橢圓形；頭部輪廓略突出。吻鈍而小。眶前骨游離，下緣凸出，後方具棘；前鰓蓋骨具鋸齒，具一長強棘；間鰓蓋骨短圓。上下頜相等，齒細長。本魚之特徵乃尾鰭及臀鰭之前的魚體為亮黃色，而其間則為深藍色，包括在此區內的背鰭和臀鰭亦皆為藍色，而在身體前面藍黃交界處有條淡黃色橫帶。兩眼間則由一藍色鞍狀斑相連。眶間區具黑橫帶，向下擴展至眼下方。體被稍大櫛鱗，軀幹前背部具副鱗。背鰭硬棘14枚，軟條15~16枚；臀鰭硬棘3枚，軟條17~18枚；背鰭與臀鰭軟條部後端尖形；腹鰭尖形，第一棘幾達臀鰭；尾鰭圓形。體長可達15公分。

## 生態
喜歡棲息在珊瑚礁茂密的區域，常成對或一小群出現，多在靠近底部處活動，能迅速地由一個藏身處一向另一處，具有領域性。屬雜食性，以藻類、珊瑚蟲及附著生物為食。繁殖期時，雄魚會與數尾雌魚交配，若雄魚死亡時，會由體型最大的雌魚轉性成為雄魚，期間約18-20天。

## 經濟利用
體色鮮明，為高價值觀賞魚，較少人食用。因具有領域性，故飼養時水族箱至少要75加侖的尺寸，並置有可供躲藏的礁石、珊瑚，pH值在8.1-8.4之間。

## 注腳
1. ↑  Pyle, R.; Myers, R.F.; Rocha, L.A. . The IUCN Red List of Threatened Species. 2010, 2010: e.T165902A6161394  [19 November 2021]. doi:10.2305/IUCN.UK.2010-4.RLTS.T165902A6161394.en .
2. ↑  . Academia Sinica.   [2009-10-09]. （原始内容存档于2016-03-07）.
3. ↑  Froese, R. & Pauly, D. (eds.) (2009). bicolor Centropyge bicolor. FishBase. Version 2009-05.
4. ↑  “Egg Scattering.” Fish Breeding Strategies, https://fishbreedingstrategies.weebly.com/egg-scattering.html （页面存档备份，存于）